# Vreni Schneider
Verena «Vreni» Schneider (* 26. November 1964 in Elm) ist eine ehemalige Schweizer Skirennfahrerin und Schlagersängerin. Sie gehört zu den erfolgreichsten Skirennfahrerinnen der Geschichte und dominierte das Renngeschehen in den späten 1980er und frühen 1990er Jahren. Die Riesenslalom- und Slalom-Spezialistin war dreimal Gesamtsiegerin des alpinen Skiweltcups und elfmal Siegerin einer Weltcup-Disziplinenwertung. Sie gewann 55 Weltcuprennen (womit sie an vierter Stelle hinter Mikaela Shiffrin, Lindsey Vonn und Annemarie Moser-Pröll steht), fünf Medaillen bei Olympischen Spielen (davon drei goldene) und sechs Medaillen bei Weltmeisterschaften (ebenfalls drei goldene). Während ihrer elfjährigen Weltcupkarriere konnte Schneider in allen fünf Disziplinen mindestens einen Podestplatz erzielen. In der Saison 1988/89 gewann sie 14 Weltcuprennen; dieser Rekord wurde in der Saison 2018/19 von Mikaela Shiffrin überboten. Sie hält die Bestmarke von fünf gewonnenen Disziplinenwertungen im Riesenslalom; ihr Rekord von 34 Rennsiegen im Slalom wurde 2013 durch Marlies Schild und der von 20 Rennsiegen im Riesenslalom 2023 durch Shiffrin überboten.

## Karriere

### Bis 1988
Das Skifahren erlernte Schneider im Alter von vier Jahren. Schon bald zeigte sich ihr aussergewöhnliches Talent, denn in den Schülerrennen dominierte sie zum Teil deutlich und liess auch ältere Teilnehmerinnen hinter sich. Die Tochter eines Schuhmachers wurde als 16-Jährige nach dem Tod der Mutter Halbwaise. Daraufhin musste sie einige Jahre lang ihre drei jüngeren Geschwister miterziehen und den Haushalt führen.
Ihre Premiere im Weltcup hatte Schneider am 4. Dezember 1983 in Val-d’Isère, wo sie den Riesenslalom auf Platz 28 beendete (gemäss damaligem FIS-Punktesystem erhielt sie dafür keine Weltcuppunkte). Etwas mehr als ein Jahr später, am 14. Dezember 1984, fuhr sie beim Slalom von Madonna di Campiglio auf den neunten Platz und holte somit ihre ersten Punkte. Bereits drei Tage später konnte sie beim Riesenslalom von Santa Caterina mit Startnummer 28 ihren ersten Weltcupsieg feiern. Schneider avancierte zu einer Mitfavoritin bei den Weltmeisterschaften 1985 in Bormio, kam aber nicht über den zwölften Platz hinaus.
Schneider startete die Saison 1985/86 mit einem Sieg im Riesenslalom am 26. November 1985 in Sestriere anlässlich der nur zum Nationencup zählenden World Series of Skiing. Danach war sie mit drei Weltcupsiegen die beste Riesenslalomfahrerin und entschied erstmals die Disziplinenwertung für sich. Hinzu kamen die ersten Podestplätze im Slalom (Rang 3 am 12. Januar 1986 in Badgastein) und im Super-G (Rang 3 am 17. Januar 1986 in Puy-Saint-Vincent). In der Saison 1986/87 folgte der erste Sieg in einem Slalom, der sich im Laufe der Jahre zu ihrer bevorzugten Disziplin entwickeln sollte. Den erneuten Gewinn der Riesenslalom-Disziplinenwertung musste sie sich mit der punktgleichen Maria Walliser teilen (auch das letzte Rennen der Saison in Sarajevo hatte keine Entscheidung gebracht, da beide gemeinsam das Rennen gewannen). Bei den Weltmeisterschaften 1987 in Crans-Montana gewann Schneider die Goldmedaille im Riesenslalom, nachdem sie in der Kombination und im Super-G jeweils Vierte geworden war.
Die Saison 1987/88 verlief mit zwei Weltcupsiegen ebenfalls erfolgreich. Höhepunkt waren die Olympischen Winterspiele 1988 in Calgary. Auf den Pisten von Nakiska gewann Schneider sowohl im Riesenslalom als auch im Slalom jeweils mit einem grossen Vorsprung die Goldmedaille. Nach einem schweren Sturz in Aspen Anfang März musste sie die Saison vorzeitig abbrechen und konnte nicht mehr in die Entscheidung um die Weltcupwertungen eingreifen. Erstmals wurde sie zur Schweizer Sportlerin des Jahres gewählt.

### Ab 1989
Die darauf folgende Weltcupsaison 1988/89 war für Schneider die mit Abstand erfolgreichste. Sie entschied sämtliche sieben Slaloms sowie sechs von sieben Riesenslaloms für sich; hinzu kam ihr einziger Sieg in einer Weltcup-Kombination. Schneider übertraf die bisherige Bestmarke des Schweden Ingemar Stenmark aus der Saison 1979/80, als ihm 13 Siege gelungen waren. Auch blieb sie elf Rennen in Folge ungeschlagen. Überlegen gewann sie die Weltcup-Gesamtwertung. Die einzige Niederlage dieser Saison im Slalom musste sie bei den Weltmeisterschaften 1989 in Vail hinnehmen, als sie hinter Mateja Svet Zweite wurde; sie war bekannt dafür, aus hinteren Positionen noch zum Sieg zu fahren, aber an diesem 11. Februar 1989 lag sie auf der «Piste International» nach dem ersten Lauf nur auf Rang 8, so dass die Aufholjagd nicht mehr ganz klappte. Vier Tage später revanchierte sie sich mit dem zweiten Riesenslalom-Weltmeistertitel.
Fünf Slalomsiege sicherten Schneider in der Weltcupsaison 1989/90 erneut den deutlichen Gewinn der Disziplinenwertung. Im Riesenslalom, ihrer einstigen Paradedisziplin, blieb sie hingegen erstmals seit 1983 ohne Sieg. Die Weltcupsaison 1990/91 beendete sie mit zwei Riesenslalom- und einem Slalomsieg. Bei den Weltmeisterschaften 1991 gewann sie die Goldmedaille im Slalom und die Bronzemedaille in der Kombination. Vor den Olympischen Winterspielen 1992 gehörte Schneider aufgrund mehrerer Weltcupsiege wiederum zu den Favoritinnen. Doch die olympischen Rennen in Méribel endeten mit einer Enttäuschung: Im Riesenslalom schied sie aus, und im Slalom wurde sie lediglich Siebte. Die Weltcupsaison 1992/93 verlief aufgrund starker Rückenschmerzen sehr unkonstant. In den körperlich weniger belastenden Slalomrennen blieb Schneider zwar erneut die beste Athletin, im Riesenslalom hingegen gelangen kaum herausragende Ergebnisse. Mit zwei Ausfällen endeten die Weltmeisterschaften 1993 ebenfalls enttäuschend.
In der Saison 1993/94 kehrte Schneider wieder zur Überlegenheit früherer Jahre zurück. Im Riesenslalom gelang ihr zwar kein Sieg, doch im Slalom entschied sie sieben von zehn Rennen für sich und wurde zweimal Zweite. Da sie wieder vermehrt Abfahrten bestritt und dabei sehr gute Ergebnisse erzielte (ihr gelang in diesem Winter der einzige Abfahrts-Podestplatz ihrer Karriere), konnte sie zum zweiten Mal den Gesamtweltcup gewinnen. Bei den Olympischen Winterspielen 1994 in Lillehammer gewann sie drei Medaillen: Gold im Slalom, Silber in der Kombination und Bronze im Riesenslalom.
1994 hatte Schneider zwar in den Medien erstmals die Möglichkeit des Rücktritts angedeutet, doch sie entschloss sich, noch eine Saison anzuhängen. In der Weltcupsaison 1994/95 erwies sie sich wiederum als weltweit beste Skifahrerin. Neben vier Slalomsiegen gelangen ihr auch fünf Podestplätze im Riesenslalom, wodurch sie beide Disziplinenwertungen für sich entschied. Die Entscheidung um den Gesamtweltcup fiel erst im letzten Rennen der Saison, als Schneider den Slalom von Bormio gewann (ihr 55. und letzter Weltcupsieg) und zum Schluss lediglich sechs Punkte Vorsprung auf die Deutsche Katja Seizinger aufwies. Nachdem Schneider schon im Januar ihren Rücktritt per Saisonende angedeutet hatte, gab sie diesen am 19. April 1995 in Regensdorf offiziell bekannt. 1994 und 1995 wurde sie von der Internationalen Vereinigung der Ski-Journalisten (AIJS) mit dem Skieur d’Or ausgezeichnet.

## Privates
Vreni Schneider betreut heute in ihrem Heimatort Elm eine nach ihr benannte Ski- und Snowboardschule. Das Vreni Schneider Sport Fachgeschäft in Elm betrieb dagegen ihr Bruder Heiri, seit 2022 führt es dessen Tochter mit Ehemann. Vreni Schneider ist seit 1999 mit Marcel Fässler verheiratet und Mutter zweier Söhne. Schneider ist Athletenbotschafterin der Entwicklungshilfeorganisation Right To Play und unterstützt auch World Vision Schweiz. 2012 veröffentlichte sie ihre Volksmusik-CD Ä Gruass us dä Bärgä.

## Erfolge

### Olympische Spiele
- Calgary 1988: 1. Riesenslalom, 1. Slalom
- Albertville 1992: 7. Slalom
- Lillehammer 1994: 1. Slalom, 2. Kombination, 3. Riesenslalom, 33. Abfahrt

### Weltmeisterschaften
- Bormio 1985: 12. Riesenslalom
- Crans-Montana 1987: 1. Riesenslalom, 4. Super-G, 4. Kombination
- Vail 1989: 1. Riesenslalom, 2. Slalom, 2, Kombination
- Saalbach 1991: 1. Slalom, 3. Kombination, 7. Riesenslalom

### Weltcupwertungen
Vreni Schneider hat dreimal den Gesamtweltcup gewonnen (1989, 1994, 1995), dazu kommen elf weitere Siege in Disziplinenwertungen.
| Saison  | Gesamt | Gesamt | Abfahrt | Abfahrt | Super-G | Super-G | Riesenslalom | Riesenslalom | Slalom | Slalom | Kombination | Kombination |
| Saison  | Platz  | Punkte | Platz   | Punkte  | Platz   | Punkte  | Platz        | Punkte       | Platz  | Punkte | Platz       | Punkte      |
| ------- | ------ | ------ | ------- | ------- | ------- | ------- | ------------ | ------------ | ------ | ------ | ----------- | ----------- |
| 1984/85 | 9.     | 112    | -       | -       | -       | -       | 3.           | 88           | 22.    | 19     | 17.         | 9           |
| 1985/86 | 3.     | 216    | -       | -       | 14.     | 20      | 1.           | 110          | 7.     | 51     | 5.          | 35          |
| 1986/87 | 2.     | 262    | 14.     | 23      | 6.      | 44      | 1.           | 120          | 4.     | 84     | 2.          | 20          |
| 1987/88 | 5.     | 185    | -       | -       | 22.     | 9       | 3.           | 76           | 2.     | 80     | 5.          | 20          |
| 1988/89 | 1.     | 376    | -       | -       | 17.     | 11      | 1.           | 165          | 1.     | 175    | 3.          | 25          |
| 1989/90 | 6.     | 198    | -       | -       | 25.     | 4       | 5.           | 69           | 1.     | 125    | -           | -           |
| 1990/91 | 3.     | 185    | -       | -       | -       | -       | 1.           | 113          | 5.     | 72     | -           | -           |
| 1991/92 | 4.     | 902    | -       | -       | -       | -       | 2.           | 391          | 1.     | 511    | -           | -           |
| 1992/93 | 6.     | 626    | -       | -       | -       | -       | 12.          | 136          | 1.     | 490    | -           | -           |
| 1993/94 | 1.     | 1656   | 15.     | 112     | 19.     | 88      | 2.           | 516          | 1.     | 860    | 5.          | 80          |
| 1994/95 | 1.     | 1248   | 23.     | 84      | 25.     | 74      | 1.           | 450          | 1.     | 560    | 2.          | 80          |

### Siege bei Weltcuprennen
Vreni Scheider hat 55 Weltcuprennen gewonnen (20 Riesenslalom, 34 Slalom, 1 Kombination). Hinzu kommen 28 zweite Plätze und 18 dritte Plätze.
| Datum             | Ort                     | Land        |
| ----------------- | ----------------------- | ----------- |
| 17. Dezember 1986 | Courmayeur              | Italien     |
| 14. Februar 1987  | Saint-Gervais-les-Bains | Frankreich  |
| 24. Januar 1988   | Bad Gastein             | Österreich  |
| 16. Dezember 1988 | Zauchensee              | Österreich  |
| 20. Dezember 1988 | Courmayeur              | Italien     |
| 3. Januar 1989    | Maribor                 | Jugoslawien |
| 8. Januar 1989    | Mellau                  | Österreich  |
| 15. Januar 1989   | Grindelwald             | Schweiz     |
| 3. März 1989      | Furano                  | Japan       |
| 10. März 1989     | Shigakōgen              | Japan       |
| 25. November 1989 | Park City               | USA         |
| 6. Januar 1990    | Piancavallo             | Italien     |
| 9. Januar 1990    | Hinterstoder            | Österreich  |
| 21. Januar 1990   | Maribor                 | Jugoslawien |
| 18. März 1990     | Åre                     | Schweden    |
| 11. März 1991     | Lake Louise             | Kanada      |
| 30. November 1991 | Lech                    | Österreich  |
| 18. Januar 1992   | Maribor                 | Slowenien   |
| 29. Februar 1992  | Narvik                  | Norwegen    |
| 6. Januar 1993    | Maribor                 | Slowenien   |
| 17. Januar 1993   | Cortina d’Ampezzo       | Italien     |
| 19. März 1993     | Vemdalen                | Schweden    |
| 28. März 1993     | Åre                     | Schweden    |
| 28. November 1993 | Santa Caterina          | Italien     |
| 19. Dezember 1993 | St. Anton am Arlberg    | Österreich  |
| 9. Januar 1994    | Zauchensee              | Österreich  |
| 23. Januar 1994   | Maribor                 | Slowenien   |
| 5. Februar 1994   | Sierra Nevada           | Spanien     |
| 10. März 1994     | Mammoth Mountain        | USA         |
| 20. März 1994     | Vail                    | USA         |
| 27. November 1994 | Park City               | USA         |
| 18. Dezember 1994 | Sestriere               | Italien     |
| 26. Februar 1995  | Maribor                 | Slowenien   |
| 19. März 1995     | Bormio                  | Italien     |

| Datum             | Ort                  | Land        |
| ----------------- | -------------------- | ----------- |
| 17. Dezember 1984 | Santa Caterina       | Italien     |
| 17. März 1985     | Waterville Valley    | USA         |
| 6. Januar 1986    | Maribor              | Jugoslawien |
| 19. Januar 1986   | Oberstaufen          | Deutschland |
| 20. März 1986     | Waterville Valley    | USA         |
| 6. Dezember 1986  | Waterville Valley    | USA         |
| 5. Januar 1987    | Saalbach-Hinterglemm | Österreich  |
| 13. Februar 1987  | Megève               | Frankreich  |
| 22. März 1987     | Sarajevo             | Jugoslawien |
| 5. Januar 1988    | Tignes               | Frankreich  |
| 28. November 1988 | Les Menuires         | Frankreich  |
| 18. Dezember 1988 | Valzoldana           | Italien     |
| 6. Januar 1989    | Schwarzenberg        | Österreich  |
| 7. Januar 1989    | Schwarzenberg        | Österreich  |
| 21. Januar 1989   | Tignes               | Frankreich  |
| 8. März 1989      | Shigakōgen           | Japan       |
| 11. Januar 1991   | Kranjska Gora        | Jugoslawien |
| 17. März 1991     | Vail                 | USA         |
| 8. Dezember 1991  | Santa Caterina       | Italien     |
| 5. Januar 1992    | Oberstaufen          | Deutschland |

| Datum             | Ort        | Land       |
| ----------------- | ---------- | ---------- |
| 16. Dezember 1988 | Zauchensee | Österreich |

### Weitere Erfolge
- 9 Schweizer Meistertitel:
  - 4 × Riesenslalom: 1987, 1989, 1991, 1994
  - 5 × Slalom: 1988, 1989, 1993, 1994, 1995

## Auszeichnungen
- Schweizer Sportlerin des Jahres: 1988, 1989, 1991, 1994, 1995
- Weltsportlerin des Jahres (La Gazzetta dello Sport): 1989
- Skieur d’Or: 1994 und 1995
- Schweizer Schneesportlerin des Jahrhunderts
- Am 27. Februar 2015 erhielt sie vom Dachverband sportglarnerland.ch den Life Time Award für ihr Lebenswerk in Form einer 15. Glaskristallkugel